# Éclipse solaire du 29 mars 2025
L’éclipse solaire du 29 mars 2025 est la 17ᵉ éclipse partielle du XXIe siècle.

## Zone de visibilité

Elle fut visible au niveau de l'Arctique occidental, de l'Europe et de l'Afrique du Nord.

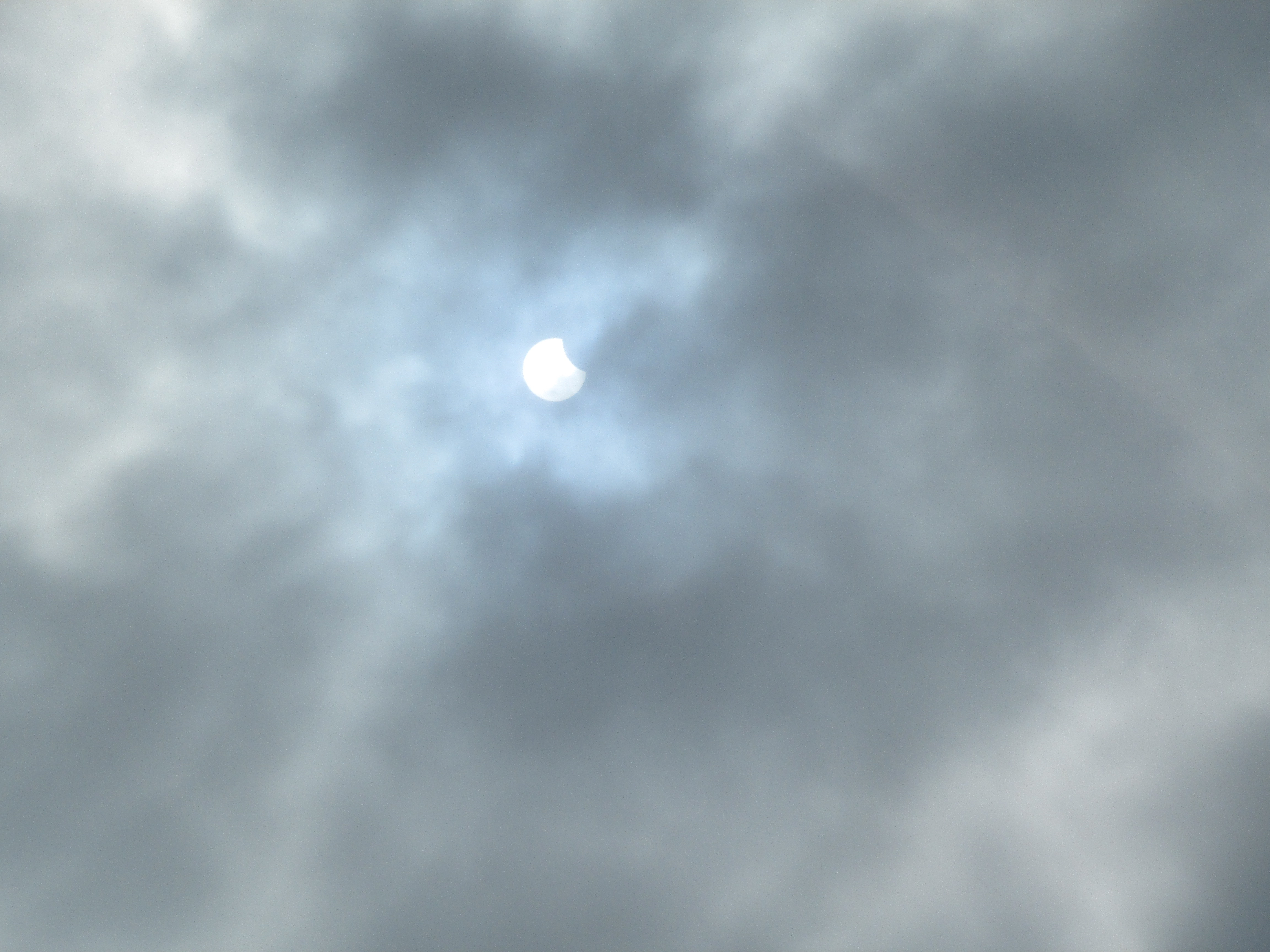
L’éclispe du 29 mars 2025 vu depuis le ciel allemand.
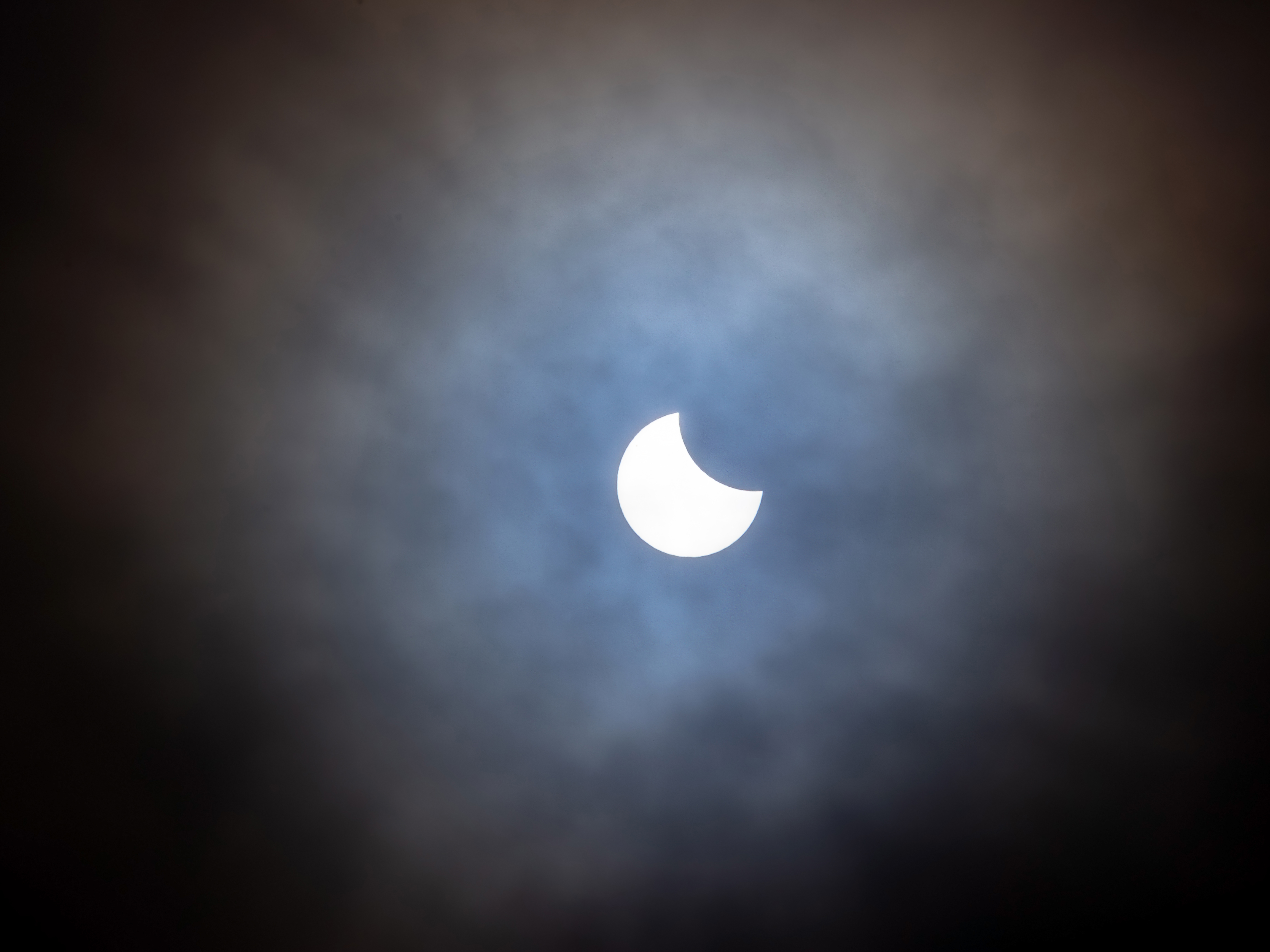
L’éclispe du 29 mars 2025 vu depuis le ciel suédois.